# Partido de Esteban Echeverría
Partido de Esteban Echeverría är en kommun i Argentina.   Den ligger i provinsen Buenos Aires, i den centrala delen av landet, 24 km söder om huvudstaden Buenos Aires. Antalet invånare är 298 814. Arean är 391 kvadratkilometer.
Terrängen i Partido de Esteban Echeverría är mycket platt.
Runt Partido de Esteban Echeverría är det i huvudsak tätbebyggt. Runt Partido de Esteban Echeverría är det mycket tätbefolkat, med 2 103 invånare per kvadratkilometer.